# Pilochelifer insularis
Genre
Espèce
Pilochelifer insularis, unique représentant du genre Pilochelifer, est une espèce de pseudoscorpions de la famille des Cheliferidae.

## Distribution
Cette espèce est endémique des Mascareignes.

## Liste des sous-espèces
Selon Pseudoscorpions of the World (version 3.0) :
- Pilochelifer insularis insularis Beier, 1935 de l'île Maurice
- Pilochelifer insularis gracilior Mahnert, 1975 de La Réunion

## Publications originales
- Beier, 1935 : Neue Pseudoskorpione von Mauritius. Zoologischer Anzeiger, vol. 110, p. 253-256.
- Mahnert, 1975 : Pseudoskorpione der Insel Réunion und von T.F.A.I. (Djibouti). Revue Suisse de Zoologie, vol. 82, no 3, p. 539-561 (texte intégral).